# Ван Зейл, Луи Якоб
Луис Якобюс (Эл Джей) ван Зейл (нидерл. Louis Jacobus "L. J." van Zyl, род. 20 июля 1985 года) — южноафриканский легкоатлет, специализирующийся в барьерном беге. Бронзовый призёр чемпионата мира 2011 года в беге на 400 метров с барьерами. Является рекордсменом ЮАР на дистанции 400 метров с/б (47,66 с). На Олимпийских играх 2008 года занял 5-е место на дистанции 400 метров с/б, а также участвовал в эстафете 4×400 метров, где смог дойти до полуфинала.

## Карьера

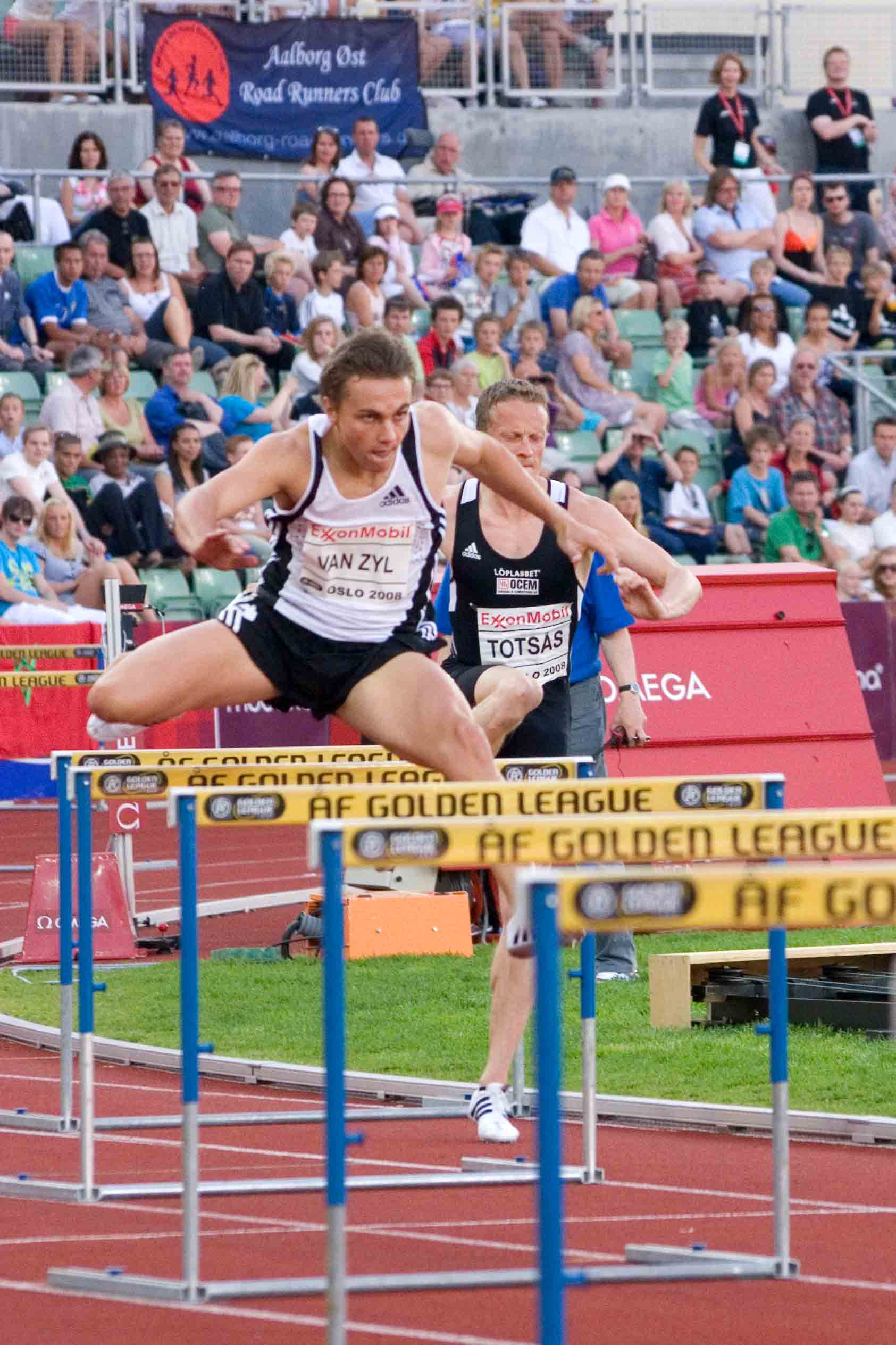
2008 год

Первая международная медаль к Луи Якобу ван Зейлу пришла в 2001 году на Всемирных юношеских чемпионатах по легкой атлетике, где он взял бронзу в составе сборной команды ЮАР. Луи выиграл золотую медаль на дистанции 400 метров с барьерами в 2002 году на чемпионате мира среди юниоров, но на следующем чемпионате мира в 2004 году свой титул защитить на смог. Его международный прорыв произошел на Всемирном легкоатлетическом финале в Монако в 2005 году, когда он финишировал третьим.
В следующем году он выиграл золотую медаль на Играх Содружества с новым личным рекордом (48,05 с), установив при этом новый рекорд Игр. Ван Зейл также завоевал серебряную медаль в эстафете 4 × 400 м в составе южноафриканской команды. В том же году он выиграл свой первый континентальный титул на чемпионате Африки по легкой атлетике.
Чемпионат мира по легкой атлетике в 2007 году прошел для Луи Якоба ван Зейла неудачно – он не смог отобраться в финал на дистанции 400 метров с/б. Тем не менее, на Всеафриканских играх он смог завоевать золотую медаль в своей коронной дисциплине. В следующем году Луи Якоб сохранил свой титул чемпиона Африки и получил место в Олимпийской южноафриканской команде. Ван Зейл занял пятое место на дистанции 400 м с барьерами в финале Олимпиады 2008 в Пекине, а также бежал в составе сборной на дистанции 4х400.
В 2009 году на чемпионате мира по легкой атлетике, несмотря на лучший результат сезона в мире, он не смог пройти дальше стадии полуфинала. [4] Ван Зейл закончил год на мажорной ноте, выиграв серебряную медаль на Легкоатлетическом финале 2009.
В 2011 году он установил личные рекорды в беге на 400 метров (44,86 с) и 400 метров с барьерами (47,66 с).
Ван Зейл завоевал бронзовую медаль в беге на 400 метров с барьерами на Чемпионате мира по легкой атлетике 2011. Позже он выиграл серебро с южноафриканской командой в эстафете 4×400 метров. На чемпионате мира 2013 года в Москве не смог выйти в полуфинал.
В 2012 году женился на легкоатлетке Ирветт ван Блерк.

## Достижения
| Год  | Соревнование                 | Город       | Место | Дисциплина     |
| ---- | ---------------------------- | ----------- | ----- | -------------- |
| 2002 | Чемпионат мира среди юниоров | Кингстон    | 1-е   | 400 метров с/б |
| 2004 | Чемпионат мира среди юниоров | Гроссето    | 4-е   | 400 метров с/б |
| 2004 | Чемпионат мира среди юниоров | Гроссето    | 3-е   | 4 × 400 метров |
| 2005 | Чемпионат мира               | Хельсинки   | 6-е   | 400 метров с/б |
| 2005 | Легкоатлетический финал      | Монако      | 3-е   | 400 метров с/б |
| 2006 | Игры Содружества             | Мельбурн    | 1-е   | 400 метров с/б |
| 2006 | Игры Содружества             | Мельбурн    | 2-е   | 4 × 400 метров |
| 2006 | Чемпионат Африки             | Бамбус      | 1-е   | 400 метров с/б |
| 2006 | Легкоатлетический финал      | Штутгарт    | 2-е   | 400 метров с/б |
| 2006 | Кубок мира                   | Афины       | 2-е   | 400 метров с/б |
| 2007 | Всеафриканские игры          | Алжир       | 1-е   | 400 метров с/б |
| 2008 | Чемпионат Африки             | Аддис-Абеба | 1-е   | 400 метров с/б |
| 2008 | Чемпионат Африки             | Аддис-Абеба | 1-е   | 4 × 400 m      |
| 2008 | Олимпийские игры             | Пекин       | 5-е   | 400 метров с/б |
| 2009 | Легкоатлетический финал      | Салоники    | 2-е   | 400 метров с/б |
| 2010 | Чемпионат Африки             | Найроби     | 1-е   | 400 метров с/б |
| 2010 | Игры Содружества             | Нью-Дели    | 2-е   | 400 метров с/б |
| 2011 | Чемпионат мира               | Тэгу        | 3-е   | 400 метров с/б |
| 2011 | Чемпионат мира               | Тэгу        | 2-е   | 4 × 400 метров |